# Chaenogobius
Chaenogobius és un gènere de peixos de la família dels gòbids i de l'ordre dels perciformes.

## Taxonomia
- Chaenogobius annularis (Gill, 1859)
- Chaenogobius castaneus (O'Shaughnessy, 1875)
- Chaenogobius cylindricus (Tomiyama, 1936)
- Chaenogobius heptacanthus (Hilgendorf, 1879)
- Chaenogobius isaza (Tanaka, 1916)
- Chaenogobius macrognathos (Bleeker, 1860)
- Chaenogobius raninus (Taranetz, 1934)
- Chaenogobius scrobiculatus (Takagi, 1957)
- Chaenogobius taranetzi (Pinchuk, 1978)
- Chaenogobius transversefasciatus (Wu & Zhou, 1990)[2][3][4][5][6][7]